# Se non fossi egiziano
Se non fossi egiziano è una raccolta di racconti brevi che comprende I quaderni di ʿIssām ʿAbd al-ʿAti, la prima opera scritta dell'autore egiziano ʿAlāʾ al-Aswānī, dentista a Il Cairo. Come l'autore racconta nella prefazione, la pubblicazione de I quaderni di ʿIssām ʿAbd al-ʿAti venne ripetutamente rifiutata dall'Ente egiziano del Libro, cui l'aveva presentata, con la motivazione che l'opera avrebbe nuociuto al prestigio della nazione. Venne quindi pubblicata solo dopo il grande successo del suo romanzo più conosciuto, Palazzo Yacoubian.

ʿIssām ʿAbd al-ʿAti, parlando in prima persona, cita come incipit dei suoi quaderni la frase più celebre del nazionalista Mustafa Kāmil
 con una connotazione ironica che ne ribalta il significato.
Di respiro più intimo del romanzo più noto, i protagonisti delle storie sono egiziani, spesso giovanissimi, che rappresentano i vizi degli abitanti del moderno Egitto (e allegoricamente dell'intera nazione) o ne sono le vittime. Vi è descritta una quotidianità fatta di rapporti umani intinti di cattiveria, ipocrisia, invidia e disprezzo degli altri che si tramuta all'occorrenza in servilismo, in un contesto sociale di mediocrità e corruzione.

## Edizione
- Ala al-Aswani, Se non fossi egiziano, traduzione di La Barbera C., I ed., la Feltrinelli, 7 maggio 2009,  pp. 224 pp., ISBN 88-07-01786-5.